# Обігрівач приміщень

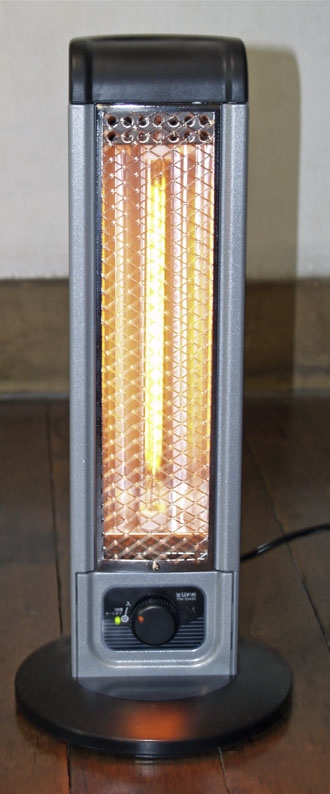
Інфрачервоний обігрівач вертикальний

Обігрівач приміщень — це пристрій, який використовується для обігріву окремого приміщення малого та середнього розміру. Цей тип обігрівача можна порівняти з центральним опаленням, яке розподіляє тепло в декілька зон.
Масляні обігрівачі передають тепло шляхом конвекції та випромінювання
Електричні обігрівачі поділяються на чотири основні категорії: тепловентилятори, керамічні, інфрачервоні та масляні.
Тепловентилятори є найдешевшими, але часто найменш ефективними та універсальними. Тим не менш, вони можуть бути корисними для опалення невеликих приміщень, таких як невелика кімната або офісне приміщення.
Керамічні обігрівачі проштовхують повітря через шматок нагрітого керамічного матеріалу. Вони можуть достатньо обігріти типову спальню.
Інфрачервоні обігрівачі забезпечують більше тепла, ніж керамічні моделі, а також менші та тихіші. Вони не коливаються, як керамічні обігрівачі, а складаються з нагрівальної камери глибоко всередині пристрою, яка запобігає випадковим пожежам і дозволяє більше акумулювати тепло перед тим, як воно виділяється пристроєм. До середини 2010-х років багато з них були оснащені сенсорним екраном керування та налаштуваннями енергозбереження, а також були оформлені таким чином, щоб доповнювати меблі користувача. Вони набули популярності в 2010-х. 
Масляні обігрівачі можуть безшумно обігрівати великі приміщення, але нагрівання займає більше часу. Як і моделі з інфрачервоним випромінюванням, вони не мають вентилятора, але циркулюють тепло відповідно до режиму повітря в кімнаті, тому користувачеві може знадобитися більше часу, щоб помітити різницю в температурі. До середини 2010-х років деякі моделі вищого класу включали більш точні елементи керування